# Цикл Корі

Схема циклу Корі

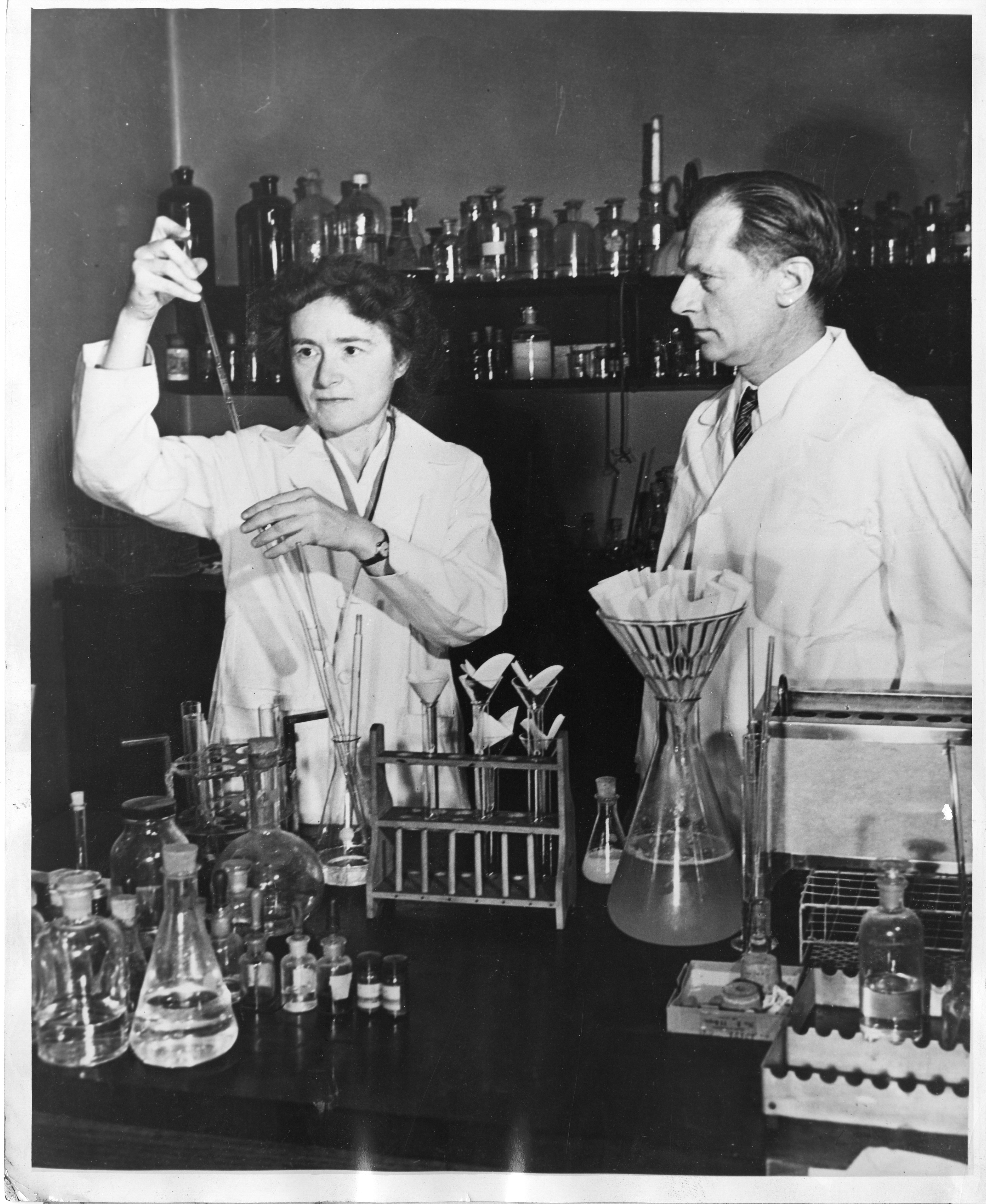
Тереза Ґерті Корі та її чоловік Карл Корі — першовідкривачі глюкозо-лактатного циклу

Цикл Ко́рі (глюко́зо-лакта́тний цикл) — метаболічний цикл, в якому глюкоза перетворюється до лактату внаслідок анаеробного катаболізму в скелетних м'язах, лактат транспортується кров'ю до печінки, де з нього знову синтезується глюкоза, що переноситься назад у м'язи. Названий на честь його першовідкривачів Карла та Ґерті Корі, які були нагороджені Нобелівською премією з фізіології та медицини 1947 року.
Для скорочення м'язовим волокнам необхідна енергія АТФ, вона може бути отримана у процесі аеробного окиснення органічних речовин за умови достатнього надходження кисню. Такий тип метаболізму спостерігається у більшості невеликих хребетних тварин навіть за умов великої фізичної активності. У великих хребетних, таких як людина, проте при дуже інтенсивному навантаженні кровоносна система не встигає постачати кисень до м'язів, крім того, коли скоротлива активність досягає 70% максимально можливої (наприклад під час бігу на короткі дистанції) м'язи стискають кровоносні судини і обмежують кровопостачання. В таких умовах гліколіз все ще відбувається, проте утворений піруват не може вступати у цикл трикарбонових кислот. Тому він відновлюється до лактату, за рахунок НАДH, щоб зробити можливим подальше протікання гліколізу (для чого потрібний НАД+). Утворений лактат викидається у кров і транспортується до інших тканин, де він може бути використаний як джерело енергії. Значна частина лактату транспортується до печінки, де він знову окиснюється до пірувату і використовується для синтезу глюкози в процесі глюконеогенезу. Утворена глюкоза виділяється гепатоцитами в кров і знову може поглинатись скелетними м'язами для поповнення запасів глікогену або розщеплення і отримання АТФ.
Таким чином цикл Корі є прикладом так званого сусбтратного циклу, який виникає у випадку паралельного протікання двох протилежноспрямованих метаболічних шляхів (в циклі Корі - гліколізу і глюконеогенезу). Проте глюкозо-лактатний цикл частково розділений в часі і повністю просторово. Сумарним виходом субстратних циклів є гідроліз АТФ, в цьому випадку також спостерігається така закономірність: молочнокисле бродіння у м'язах дає 2 моля АТФ на моль глюкози, в той час як глюконеогенез у печінці для синтезу одного моля глюкози вимагає гідролізу еквівалента шести АТФ (чотирьох моль АТФ і двох ГТФ). Відновлення використаного АТФ у печінці відбувається завдяки окисному фосфорилюванню, що потребує наявності кисню. Після інтенсивного фізичного навантаження весь накопичений лактат перетворюється до глюкози приблизно за 30 хв. В цей час спостерігається підвищення споживання організмом кисню, потрібного для «виплачування» так званого кисневого боргу, що виник у період інтенсивного навантаження.